# دستنفورد این د ویل
دستنفورد این د ویل (به انگلیسی: Stanford in the Vale) یک روستا و محله مدنی در بریتانیا است که در ویل آو وایت هرس واقع شده‌است. دستنفورد این د ویل ۲٬۰۹۳ نفر جمعیت دارد.